# 啓蒙 (福井市)
啓蒙（けいもう）は、福井県福井市の地域。あずまブロック（北東部）に属する。

## 人口
啓蒙には2024年1月1日現在7983人が住んでおり、世帯数は3502世帯。そのうち男性が3958人、女性は4025人。